# 倉田大誠
倉田 大誠（くらた たいせい、1982年3月4日 - ）は、フジテレビのアナウンサー。

## 来歴・人物
長野県長野市出身。
中学時代は陸上部に所属し、1500メートル競走で長野県代表として北信越大会に出場したことがある。
長野日本大学高等学校、日本大学藝術学部放送学科卒業後、2004年フジテレビ入社。同期入社は斉藤舞子・高橋真麻。
2008年7月24日の未明に発生した岩手県沿岸北部地震の情報を伝えるFNN報道特別番組を、明け方まで単独で担当した。
小学生の時にジャニーズ事務所をはじめ様々な芸能事務所に応募したものの、全て不合格となった。
特技はブレイクダンス。10期先輩の佐野瑞樹とは2人で海外旅行をするなど仲が良い。2020年4月18日放送のさんまのFNS全国アナウンサー一斉点検では2人きりでクリスマスイブにディナー、温泉旅行で狭い部屋風呂に2人で一緒に入るなど仲睦まじい姿が放送された。
7期後輩でめざましテレビや直撃LIVE グッディ!でも以前共演していた三田友梨佳や9期後輩でめざましテレビやノンストップ!で共演していた三上真奈などをモノマネすることがある。
現在はアナウンス室副部長を務めている。
2021年に行われた東京オリンピックでは、今大会新種目で、日本選手がいずれも金メダルを獲得したスケートボード・男子ストリート（7月25日）および女子ストリート（同26日）の実況を、解説の瀬尻稜と共にJCとして担当、日本放送協会（NHK）のEテレ・総合で放送された。
2022年、2018年から4年間担当した福原直英の後を受け継ぎ、自身にとって入社19年目にして初となる日本ダービー（東京優駿）の実況の大役を担い、同年の日本ダービーではドウデュースの勝利と鞍上の武豊のダービー通算6勝目を伝えた。日本ダービーの実況は翌年も担当している。

## 現在の出演番組
- みんなのKEIBA（週替わり実況）
- スポーツ中継（バレーボール・競馬・フィギュアスケート・柔道）

## 過去の出演番組
- めざましテレビ Presents 中野美奈子の広人苑（フジテレビTWO・フジテレビONE、2006年7月 - ） - ナレーター
- めざましテレビ（2005年10月 - 2018年3月）
- めざましどようび（2011年4月 - 2012年3月、同年9月15日[注 5]）
- FNNスーパーニュースフィールドキャスター（2009年4月 - 9月）
- みんなのケイバ（実況）
- FNNレインボー発（月曜夜担当）
- F2-X（渡邉卓哉の代役）
- BSフジLIVE プライムニュース（月曜日のグローバルニュース担当）
- BSフジNEWS
- アナ★バン!（不定期出演）
- 笑っていいとも!増刊号（2012年4月 - 2013年3月）- 6代目司会進行
- 笑っていいとも!（2013年4月4日 - 2014年3月27日） - 木曜テレフォンアナウンサー
- めちゃ×2イケてるッ! - 佐野瑞樹の事実上の後任および代役。
- ノンストップ!（2012年4月 - 2016年9月）
- ラブリームービー いとしのムーコ（Season1・Season2） - 棒田役
- EXILEカジノ（2014年4月19日 - ）
- VS嵐（2015年4月30日）[注 6]
- めざましテレビアクア（2014年3月31日 - 2015年3月27日） - 初代メインキャスター
- 直撃LIVE グッディ!
  - 情報キャスター（2015年3月30日 - 2018年3月30日）
  - ニュース担当（2018年4月2日 - 2019年3月29日）
  - 総合司会（メインキャスター）（2019年4月1日 - 2020年9月25日）
- プライムニュース イブニング（2018年4月2日 - 2019年3月29日）- メインキャスター（アンカーパーソン）
- ノンストップ!（2020年9月28日 - 2021年4月30日） - ナレーション
- めざまし8
  - 月 - 金曜担当　情報キャスター（2021年3月29日 - 2023年3月31日）
  - 谷原章介休暇時の代理メインキャスター（2021年8月16日 - 20日・2022年8月22日 - 26日・2023年1月12日 - 19日・2024年8月19日 - 26日・11月22日・12月27日)
  - 月 - 水・金曜担当　情報キャスター（2023年4月3日 - 2025年3月）
- 2020年東京オリンピック中継（2021年）
- 関ジャニ∞クロニクル（不定期出演）
- SWALLOWS BASEBALL L!VE
- 2022年・福島県沖地震・特番フィールドキャスター（2022年3月16日）
  - 榎並大二郎・立本信吾・木村拓也・海老原優香と共同で担当。
- FNN特報　安倍晋三元首相「国葬」第1部情報キャスター（2022年9月27日）
  - めざまし8スタジオにて放送された。
- 新しいカギ（「はこね男子プレゼンツ 箱根ソープウェイ選手権」週替わり実況、2022年2月19日 - ）

## 競馬GI実況歴
日本国内
- フェブラリーステークス（2011年〜2013年）
- 皐月賞（2018年、2022年）[4]
- NHKマイルカップ（2011年）
- ヴィクトリアマイル（2012年〜2015年）
- 優駿牝馬（2018年、2020年）[5]
- 東京優駿（2022年〜）
- 安田記念（2019年、2021年）
- スプリンターズステークス（2014年〜2015年）
- 天皇賞・秋（2016年〜2017年、2019年〜2020年）[6]
- ジャパンカップ（2021年〜）
- 朝日杯フューチュリティステークス（2012年〜2013年）

海外
- ドバイターフ（2021年、2023年）
- ドバイワールドカップ（2021年、2023年）
- 凱旋門賞(2024年)
- チェアマンズスプリントプライズ(2025年)

### 伝説の名実況集
競馬
- 「鞭がしなってベルカント現在2番手、ダッシャーゴーゴーのリードがほとんどなくなった。ベルカントか、ハクサンムーンか、間からマジンブロスパー、外からグランプリボス、さらに大外芦毛スノードラゴンか、ベルカント、さあ武豊、12年ぶり新潟V2なるか? スノードラゴンだ! スノードラゴンだ! 凄い脚! 春の衝撃再びスノードラゴン! 大野拓弥大金星! してやったりの大一番、見事な騎乗を魅せました。大混戦のスプリンターズステークス、大外まとめてかわした芦毛! スノードラゴンです。」（2014年スプリンターズステークス）
- 「さあ4コーナーをカーブから直線コース、あっという間にグレーターロンドンが先頭に立とうかというところ、最内すくってさぁ武豊は最内を選択、キタサンブラック勝負に出た。最内選択キタサンブラック、そしてサトノクラウン鞭がいっぱい入った、レインボーライン岩田、サトノクラウンか、さぁキタサンブラックか、キタサン先頭、キタサン先頭、鞭入ってサトノクラウン、内側からディサイファ、サトノクラウンか、キタサンブラックか、後続を突き放すか、また進路を内に通ったサトノクラウンミルコ・デムーロ、キタサンか、キタサンか、さぁその差は縮まるクラウンも来る、キタサンだ、キタサンだ、クラウンが来る、さらにはレインボーラインが3番手、キタサンだ、キタサンだ!! 仁川の悲鳴は杞憂に終わった、キタサンブラック見事、心配無用、これが現役最強です! GI6勝叶えて見せた北島三郎さんも安堵の表情を浮かべました。」（2017年天皇賞秋）
- 「一番人気のコントレイルはこの位置、まだ落ちつかせて、まだ落ちつかせて、鞍上福永（祐一）、さぁ手綱を動かし始める、キセキのリードが3馬身から4馬身、和田竜二の鞭が飛ぶ、オーソリティは二番手上がってアリストテレス、さらには今年のダービー馬去年のダービー馬シャフリヤールだ、2頭のマッチレースになるのか、その前にオーソリティだ、キセキ、キセキ、いやこれはもう届かない! 外からコントレイル、外コントレイルだ、7番オーソリティを差し切った、コントレイル、もう他には何も来ない! 空の彼方に最後の軌跡、コントレイル～!! コントレイルやりました! 有終の美を飾ってみせました。他馬を圧倒、完封です! 3連敗を跳ね除けました。」（2021年ジャパンカップ）
- 「18頭歓喜の大行進は、いよいよ東京525mの直線コースを残すのみ! デシエルトが先頭だ、アスクビクターモアが2番手、外からドウデュースも上がって行くか? デシエルト逃げる、早くも差を詰めたアスクビクターモア田辺裕信先頭に立った、3番手をうかがうビーアストニッシド、200（m）を通過! 内からは2番のセイウンハーデスだ、一番外から馬場の三分所からダノンベルーガ、皐月賞馬のジオグリフ! しかし外からドウデュース! 外からドウデュース! 内を割ってはダノンベルーガ、この3頭か!大外イクイノックスだが、これはドウデュースだ!ドウデュースだ! イクイノックスか、ドウデュースか、武豊の想いが、ドウデュースに伝わった!! ドウデュース逆襲の末脚～!! 武豊日本ダービー6勝目!日本ダービーで帰り咲いたドウデュース、最後はイクイノックスを寄せ付けませんでした! 勝ちタイムが2分21秒9、勝ちタイムが2分21秒9、去年の2分22秒5を上回りましてダービーレコードです!」（2022年東京優駿）
- 「ボルテージは最高潮だ。これが最後の一押しだ。さあ17頭がリミッターを外す! パクスオトマニカ逃げる、離れた2番手ホウオウビスケッツ、シーズンリッチ、内のほうから鞭を抜いたメタルスピード、外から緑の帽子タスティエーラも突っ込んできている! パクスオトマニカのリードが3馬身から2馬身縮まった。外に持ち出した、（横山）武史の手が動く! ソールオリエンス、ソールオリエンス、しかし先頭はタスティエーラ! 間を突いてはホウオウビスケッツ、タスティエーラ、内からはベラジオオペラ! ソールオリエンス、11番はハーツコンチェルト、12番はタスティエーラ、タスティエーラ、ソールは届かない、ソールは届かない、勝ったのはタスティエーラ〜!! ようやく世代の頂点タスティエーラ! 2冠馬を阻止! タスティエーラです!」（2023年東京優駿）
- 「さあ世紀の一戦、いよいよジャパンカップはハイライトを迎える! 525mの直線コース、パンサラッサ逃げる! リバティアイランド、イクイノックスはどこで動くか、まずはイクイノックスが行く! まずはイクイノックスが単独の2番手に上がった! タイトル（ホルダー）苦しい、タイトル苦しい、イクイノックスが早くもパンサラッサを捕まえた! これが世界最強だ! あとは2強の争い! リバティアイランド追う! しかし、その差は縮まらない! イクイノックスだ、イクイノックスだ! リバティアイランドは2番手、スターズオンアース3番手、世界最強の証明! イクイノックス見事! この強さに異論はなかった! ガッツポーズが飛び出しました! 勝ちタイムが、2分21秒8。 上がりの3ハロンは36秒5の決着。強すぎました、イクイノックス、3歳牝馬、三冠牝馬を寄せ付けなかった。」（2023年ジャパンカップ）
- 「さあ先頭はここでエコロヴァルツだ、持ったまんまでシュガークンが2番手武豊、外からはジャスティンミラノ現在3番手、間抜いてダノンデサイル横山典弘、さあ鞭が入った、戸崎（圭太）の夢が近づく。ジャスティンミラノ、しかし外からサンライズアース、ここでジャスティン先頭、ジャスティン先頭!しかし内からは、ダノンデサイル、ダノンデサイル!2番手ジャスティン、戸崎の夢はどうなんだ?しかし、5番のダノンデサイル、ジャスティンミラノ、3番手争いシンエンペラー、なんとなんと勝ったのはダノンデサイル～!56歳横山典弘!これがベテランの意地!ベテランの強さ!競馬の強さがここにある!」（2024年東京優駿）
- 「一番外の赤い帽子、さあドウデュースはどういう風に弾けるか?東京競馬場に、これが別れの号砲。4コーナーカーブから直線コース!ドゥレッツァ先頭、スターズオンアース2番手、シンエンペラー3番手、ドウデュースが1頭1頭交わしていく、団子状態になった!これはドウデュースの展開か?先頭ドゥレッツァ、2番手スターズオンアース、さらにはソールオリエンス、ドウデュース来た!ドウデュース来た!早々先頭ドウデュース、なんと坂上で決めるのか?他馬の走りを残像に変える!ドウデュース先頭、ドウデュース先頭、ドゥレッツァ2番手、シンエンペラー3番手、ドゥレッツァ盛り返す、武豊の鞭が飛ぶ!ドウデュース、ドウデュース、ドゥレッツァ、3番手はどうか?ドウデュースだ、ドウデュースだ、これが武豊の信じた末脚!ドウデュースだ～!ドウデュースGI5勝目!早々先頭押し切りました!途轍もない強さ、途轍もないスピードを魅せた。しかし内のドゥレッツァも粘っていた。」（2024年ジャパンカップ）
- 「怪我から4年ついにこの舞台にたどり着いた、もう手綱は離さない。さあ、6月のターフを焦がす直線コースだ!ホウオウアートマン先頭、サトノシャイニング2番手、クロワデュノール3番手、ファイアンクランツ4番手、最内ショウヘイ・ルメールだ、やや内を開けてホウオウアートマン、持ったまんまでサトノシャイニング2番手、追って追って北村友一400通過で先頭だ!さあ鞭が一発、渾身の鞭が一発!抜けるもんなら抜いてみろ!北村友一先頭だ、内からは武豊、ダービー6勝やってくる、しかし200を通過、ショウヘイ、外からマスカレードボール、北村友一、北村友一、悲願達成なるか?外からマスカレードボールだが、北村友一、遂に叶えたクロワデュノール!やった、やったー!遂にあなたが導きました!再起の愛馬を世代の頂点に導いた!北村友一やりました!世代ナンバーワンをここに宣言!」（2025年東京優駿）

その他の競技
- 東京オリンピックスケートボード女子ストリートで金メダルを獲得した西矢椛がトリックを成功した際に言った「13歳、真夏の大冒険!」は名実況と謳われた。この実況について倉田は前日の男子ストリートの中継の後で真夏の青空が広がっていたことを見て、「翌日の女子の中継で、13歳の彼女（西矢選手）を表現する際に『真夏の大冒険』は使えると思った」ことを述懐している[7]。同フレーズは2021ユーキャン新語・流行語大賞のノミネート語30に入っている[8]。
- パリオリンピックスケートボード女子ストリートで、金メダルを決定した瞬間の14歳の吉沢恋には「決めました。金メダルに恋した14歳!恐るべき14歳が日本に誕生しました!」と表現[9]し、SNSでも話題になった[10][11]。他にも、吉沢の1本目のベストトリックでは「パリの風を浴びた。ようやく浴びることができた。」などと[9]、吉沢のランの場面でも「攻めるか? 攻めた。見事な45秒間!」という実況を行った[9]。